# Арменто
Армѐнто (на италиански: Armento, на местен диалект Arëmient, Аръмиент) е село и община в Южна Италия, провинция Потенца, регион Базиликата. Разположено е на 710 m надморска височина. Населението на общината е 696 души (към 2010 г.).